# Danielle Souza
Danielle Souza (n. 2 ianuarie 1981, Lages, Santa Catarina, Brazilia) este un fotomodel brazilian din Santa Catarina, cunoscut popular sub numele de Mulher Samambaia.

## Cariera
Prin 2003, Danielle a trăit în Balneário Camboriú. În același an, ea a plecat la São Paulo, unde a câștigat concursul tradițional „As felinas” (Felines) și după scurtă vreme a fost invitată să prezinte pentru Playboy în Noiembrie în 2003, în care poza cu Antonela Avellaneda, care au participat la Big Brother Brazilia 4.
Danielle a fost invitată de către fostul director al Pânico na TV (Pânico na TV) pentru a înregistra un program-pilot, care deja a avut premiera săptămâna următoare. Ea a lucrat la "Pânico na TV" ca „Femeie Feriga”, și dincolo de a fi un asistent etapă, de asemenea, a participat la unele cadre de la program.
Danielle a făcut o ședință foto nouă pentru revista Sexy în decembrie 2004, deja cu o reputație pentru Femeia Feriga. În august 2007 a făcut o ședință foto pentru revista Sexy reprezentată nudă. Fotografiile au fost luate în Bonito, Mato Grosso do Sul. 
Danielle a urmat studii în domeniu Design Interior și a dorit să se specializeze în decorarea și amenajare a teritoriului.
În timpul Carnavalului din 2009 a participat la parada de GRES Aliança ca bateria Musa.
A participat la show-ul din Rede Record, The Farm.